# Handzame Classic 2016
La Handzame Classic 2016, quattordicesima edizione della corsa, valida come evento dell'UCI Europe Tour 2016 categoria 1.1, si disputò il 18 marzo 2016 su un percorso di 199 km.
Fu vinta dallo slovacco Erik Baška in 4h 29' 30" alla velocità media di 44,3 km/h, battendo in volata l'olandese Dylan Groenewegen e il belga Gianni Meersman, rispettivamente arrivati secondo e terzo.
Dei 186 ciclisti alla partenza di Bredene furono 175 a tagliare il traguardo di Handzame.

## Squadre e corridori partecipanti
| N.      | Cod. | Squadra                     |
| ------- | ---- | --------------------------- |
| 1-8     | EQS  | Etixx-Quick Step            |
| 11-18   | LTS  | Lotto-Soudal                |
| 21-27   | TNK  | Tinkoff                     |
| 31-38   | TLJ  | Team Lotto NL-Jumbo         |
| 41-48   | SKY  | Team Sky                    |
| 51-58   | WGG  | Wanty-Groupe Gobert         |
| 61-68   | TSV  | Topsport Vlaanderen-Baloise |
| 71-78   | ONE  | ONE Pro Cycling             |
| 81-88   | NIP  | Nippo-Vini Fantini          |
| 91-98   | SSG  | Stölting Service Group      |
| 101-108 | GAZ  | Gazprom-RusVelo             |
| 111-118 | ROP  | Roompot Oranje Peloton      |
| 121-128 | ROT  | Team Roth                   |

| N.      | Cod. | Squadra                          |
| ------- | ---- | -------------------------------- |
| 131-138 | BOA  | Bora-Argon 18                    |
| 141-148 | CCC  | CCC Sprandi Polkowice            |
| 151-158 | WIL  | Veranda's Willems Cycling Team   |
| 161-168 | WBC  | Wallonie Bruxelles-Group Protect |
| 171-178 | WGN  | Team Wiggins                     |
| 181-188 | VER  | Veranclassic-Ago                 |
| 191-198 | CRV  | Crelan-Vastgoedservice           |
| 201-208 | CIB  | Cibel-Cebon                      |
| 211-218 | TJO  | Joker Byggtorget                 |
| 221-228 | SKT  | An Post-ChainReaction            |
| 231-238 | LPC  | Leopard Pro Cycling              |
| 241-248 | SHI  | Superano Ham-Isorex              |

## Ordine d'arrivo (Top 10)
| Pos. | Corridore          | Squadra      | Tempo    |
| ---- | ------------------ | ------------ | -------- |
| 1    | Erik Baška         | Tinkoff      | 4h29'30" |
| 2    | Dylan Groenewegen  | Lotto NL     | s.t.     |
| 3    | Gianni Meersman    | Etixx-Q.S.   | s.t.     |
| 4    | Bert Van Lerberghe | Topsport Vl. | s.t.     |
| 5    | Andre Looij        | Roompot      | s.t.     |
| 6    | Ivan Savickij      | Gazprom      | s.t.     |
| 7    | Timothy Dupont     | Veranda's    | s.t.     |
| 8    | Tosh Van der Sande | Lotto-Soudal | s.t.     |
| 9    | Mamyr Staš         | Gazprom      | s.t.     |
| 10   | Phil Bauhaus       | Bora-Argon   | s.t.     |